# Fraates I
Fraates I (? – ok. 171 p.n.e.) – król Partów w latach ok. 176–171 p.n.e.
Był synem Priapatiusa. Podjął kilka wypraw wojennych, których najważniejszym rezultatem był podbój plemienia Mardów zamieszkującego góry Elburs na południe od Morza Kaspijskiego. Fraates następnie przesiedlił je, nakładając nań obowiązek obrony tzw. Bram Kaspijskich — ważnego przejścia strategicznego. Przed śmiercią, wbrew tradycji plemiennej, swym następcą uczynił swego młodszego brata, Mitrydatesa I. Zdecydował się na ten krok zapewne z obawy przed sporami dynastycznymi, miał bowiem (jak podają źródła) wielu synów zrodzonych z konkubin.